# FAW Hongta Yunnan Automobile Manufacturing
FAW Hongta Yunnan Automobile Manufacturing ist ein Hersteller von Kraftfahrzeugen aus der Volksrepublik China.

## Unternehmensgeschichte
Das Unternehmen wurde 1997 in Qujing gegründet. Das Unternehmen gibt den 20. März an, eine andere Quelle dagegen den 27. Mai.
Beteiligt sind China FAW Group und die Hongta Group.
Die Produktion von Automobilen begann. Die Fahrzeuge werden unter den Markennamen FAW und Jiefang des FAW-Konzern sowie als Lanjian vertrieben. Der Schwerpunkt liegt auf Nutzfahrzeugen. In der Vergangenheit entstanden auch Personenkraftwagen. 2018 waren 2384 Mitarbeiter beschäftigt.

## Pkw
Im September 2003 erschien der Minivan FAW Hongta Xinfu Shizhe auf der Basis des Daihatsu Move. FAW Huali (Tianjin) Motor fertigte dieses Modell ebenfalls. Von diesem Modell entstanden 1759 Fahrzeuge im Jahr 2006 und 1955 im Folgejahr.
2006 kam der FAW Hongta Zifoufeng II, auch Free Wind II genannt, dazu. Seine Basis war der Mitsubishi Space Gear.